# Fun (Garth Brooks)
Fun è il dodicesimo album in studio del cantante di musica country statunitense Garth Brooks, pubblicato nel 2020.

## Tracce
1. The Road I’m On – 3:26 (Randall King, Garth Brooks)
2. That’s What Cowboys Do – 3:33 (John Martin, Mitch Rossell, Brooks)
3. All Day Long – 3:07 (Bryan Kennedy, Rossell, Brooks)
4. Shallow (with Trisha Yearwood) – 3:41 (Lady Gaga, Mark Ronson, Anthony Rossomando, Andrew Wyatt)
5. Dive Bar (with Blake Shelton) – 2:36 (Rossell, Kennedy, Brooks)
6. Amen – 3:29 (Bobby Terry, Matt Rossi, Brooks)
7. The Courage of Love – 4:08 (Martin, Brooks)
8. I Can Be Me With You – 3:00 (Benita Hill, Amanda Colleen Williams)
9. Message in a Bottle – 4:49 (Jenny Yates, Brooks)
10. Stronger Than Me – 3:30 (Rossi, Terry)
11. (A Hard Way to Make An) Easy Livin’ – 3:44 (Rossi, Terry)
12. Where the Cross Don’t Burn (featuring Charley Pride) – 4:02 (Troy Jones, Phil Thomas)
13. – – 0:04 (–)
14. Party Gras (The Mardi Gras Song) – 2:58 (Rossi, Brooks)
15. (Sometimes You’ve Got to Die To) Live Again – 3:15 (Gabe Dixon, Wayne Kirkpatrick)